# Enrique Flores López
Enrique Flores López (20 de enero de 1936 - 28 de noviembre de 2017) fue un arquitecto y político mexicano. 

## Biografía
Flores López estudió el bachillerato de Arquitectura en la Unison y se licenció en la Universidad Nacional Autónoma de México. Desde 1955 encabezaba su propio despacho de arquitectos y fue presidente de la Federación de Estudiantes de la Universidad de Sonora (Feus) en 1953.
En el aspecto político, Flores López fue candidato por el PRI para la localidad de Hermosilla en el Congreso del Estado de Sonora de 1982 a 1985. También ocupó otros cargos como el de Presidente de la Sociedad Sonorense de Historia entre 2008 y 2010.